# Delley-Portalban
Delley-Portalban (toponimo francese) è un comune svizzero di 1 107 abitanti del Canton Friburgo, nel distretto della Broye.

## Geografia fisica
Delley-Portalban si affaccia sul Lago di Neuchâtel e appartiene alla zona friburghese della Broye.

## Storia
Il comune di Delley-Portalban è stato istituito nel 2005 con la fusione dei comuni soppressi di Delley e Portalban; capoluogo comunale è Delley.

## Geografia antropica

### Frazioni
Le frazioni di Delley-Portalban sono:
- Delley[3]
  - Portalban-Dessous (in parte)
- Portalban[4]
  - Portalban-Dessous (in parte)
  - Portalban-Dessus